# Manfred Taube

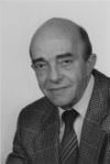
Prof. Dr. em. Manfred Taube, Foto mit freundlicher Genehmigung der Familie Taube

Manfred Taube (* 11. März 1928 in Leipzig; † 19. Oktober 2021) war ein deutscher Tibetologe und Mongolist.

## Leben
Von 1949 bis 1953 studierte er Indologie, Tibetologie und Mongolistik an der Universität Leipzig. Nach der Promotion (1957) und Habilitation (1965) wurde er 1966 zum Dozenten für tibetische und mongolische Philologie berufen. Ab 1992 war er Professor für tibetische und mongolische Philologie an der Universität Leipzig. Er war mit der Ethnologin und Folkloristin Erika Taube verheiratet. Schüler von Manfred Taube sind die Tibetologen Olaf Czaja und Jan Seifert sowie der Orientalist Jakob Taube.
Manfred Taubes Forschungsschwerpunkt war die Aufhellung der Geschichte und Kultur der Völker Zentralasiens anhand historischer schriftlicher Quellen.

## Schriften (Auswahl)
- Nepal. Land zwischen Tarāī und Himalaya. Leipzig 1975, OCLC 923645251.
- Die Tibetica der Berliner Turfansammlung. Berlin 1980, OCLC 891347719.
- Beiträge zur Geschichte der medizinischen Literatur Tibets. Sankt Augustin 1981, ISBN 3-88280-006-2.
- mit Erika Taube: Schamanen und Rhapsoden. Die geistige Kultur der alten Mongolei. Wien 1983, ISBN 3-85063-141-9.
- Geheime Geschichte der Mongolen. Herkunft, Leben und Aufstieg Cinggis Qans. Hrsg., aus dem Mongolischen übertragen und kommentiert. Leipzig-Weimar: Gustav Kiepenheuer 1989. 327 S., mit 2 Ktn.  [Orientalische Bibliothek]; München: C. H. Beck 1989; Stuttgart: Insel-Verlag 1989.
- Geheime Geschichte der Mongolen. Herkunft, Leben und Aufstieg Dschingis Khans. Aus dem Mongol. übersetzt und kommentiert. München: C. H. Beck 2005 (2. durchgesehene Auflage).
- mit Jakob Taube (Hrsg.): Erika Taube – Briefe aus der Mongolei (1966-1987) Leipzig 2020, ISBN 978-3-96023-357-2()